# Idiommata fusca
Espèce
Idiommata fusca est une espèce d'araignées mygalomorphes de la famille des Barychelidae.

## Distribution
Cette espèce est endémique du Queensland en Australie.

## Publication originale
- L. Koch, 1874 : Die Arachniden Australiens. Nürnberg, vol. 1, p. 473-576 (texte intégral).